# Irina Bokova
Irina Georgieva Bokova (bug.:Ирина Георгиева Бокова) je bugarska političarka i trenutna ravnateljica UNESCO-a, specijalne agencije Ujedinjenih naroda zadužene za obrazovanje, znanost i kulturu. 
Kao ravnateljica Bokova aktivno podupire međunarodne napore usmjerene premaunaprjeđenju ravnopravnosti spolova, poboljšanju kvalitete i dostupnosti obrazovanja i ograničavanju izvora financija za terorizam kroz povećanje napora u borbi protiv piratstva intelektualnoga vlasništva. Kao snažna protivnica rasizma i antisemitizma, Bokova je vodila UNESCO-ove aktivnosti na planu sjećanja na žrtve holokausta. 
Bila je saborska zastupnica bugarske skupštine u dva mandata u koju je ušla na listama Bugarske socijalističke partije. Bila je ministrica i zamjenica ministra vanjskih poslova u vladi premijera Žana Videnova, ambasadorica Bugarske u Francuskoj i Monaku, stalna predstavnica svoje zemlje pri UNESCO-u i izaslanica bugarskoga predsjednika pri Frankofoniji u razdoblju od 2005. do 2009. godine. 
Na mjesto ravnateljice UNESCO-a predložena je 22. rujna 2009., a izabrana je 15. listopada 2009. godine na 35. sjednici Generalne konferencije kao deseta ravnateljica UNESCO-a. Bokova je prva žena iz istočne Europe na čelu UNESCO-a. Uz materinji bugarski, Bokova govori i engleski, francuski, španjolski i ruski jezik. Irina Bokova je udana i njezino dvoje punoljetne djece živi i radi u Sjedinjenim Američkim Državama.